# Маль, Луи
Луи Маль (фр. Louis Malle; 30 октября 1932, Тюмри, Франция — 23 ноября 1995, Лос-Анджелес, США) — французский кинорежиссёр, сценарист, кинопродюсер и кинооператор. Часто упоминается в связи с кинематографическим движением «Французская новая волна», однако его принадлежность к «новой волне» спорна.

## Биография
Родился во Франции в местечке Тюмри (департамент Нор), в состоятельной семье, пятым из семи детей. Изучал сначала политологию, затем кинематограф. В 1950-1952 годах учился в Институте политических исследований, но потом решил стать кинематографистом. В 1953 году поступил в Высший кинематографический институт, в Париже. В кино практиковался у Жак-Ива Кусто — принял участие в двухлетней экспедиции на корабле «Калипсо», где приобрёл практические кинематографические навыки. Результатом стал фильм «В мире безмолвия» (1956), снятый совместно с Кусто. Фильм получил высочайшие награды — «Оскара» и «Золотую пальмовую ветвь» Каннского кинофестиваля. Луи Малю было всего 24 года. В том же 1956 году Маль работал ассистентом у Робера Брессона на съёмках фильма «Приговорённый к смерти бежал». Как отмечал впоследствии Луи Маль: «Не думаю, что Брессон на меня повлиял, но я желаю, чтобы так было».
Первым самостоятельным фильмом Маля как режиссёра был «Лифт на эшафот» (1958). Следующий фильм — «Любовники» (1958), с Жанной Моро в главной роли — спровоцировал волну прений и споров из-за сексуального контекста и тем, которые тогда ещё были табу. Некоторые следующие фильмы Маля также затрагивают табуированные темы: в фильме «Блуждающий огонёк» (1963) главный герой склонен к суициду, в фильме «Шум в сердце» (1971) случается инцест между матерью и сыном, а фильм «Лакомб Люсьен» повествует о сотрудничестве французов с фашистской Германией во время второй мировой войны.
Несмотря на успехи в игровом кино, продолжал работать в жанре документального кино. В 1969 году выпустил фильм «Калькутта, призрачная Индия», в 1970-х годах сделает ленту о рабочих завода «Ситроен». В интервью для документального фильма «Луи Маль» (2002) сценарист Дэвид Хейр говорил: «Его больше интересовала действительность, нежели само творчество. Неслучайно самые талантливые его фильмы наполнены действительными событиями, которые он переиначивал на свой лад. И неслучайно Маль оказался таким замечательным документалистом. Его наблюдательности можно было позавидовать». Живя и путешествуя в США, снял примечательные документальные картины: «Страну бога» — об американской глубинке и «В поисках счастья» — о людях, приехавших в США из разных точек планеты.
В 1970-х Маль жил и работал параллельно во Франции и США (в Голливуде). Последний фильм режиссёра — «Ваня на 42-й улице» (1994) — основан на пьесе Чехова «Дядя Ваня». Среди актёров и ассистентов, с которыми работал Луи Маль: Брижит Бардо, Жанна Моро, Сьюзан Сарандон, Фолькер Шлёндорф, Марчелло Мастроянни.
С 1980 года и вплоть до своей смерти Луи Маль находился в браке с американской актрисой Кэндис Берген. У них есть дочь, Хлоя Франсуаза (род. 1985).
Умер от лимфомы в своём доме в Лос-Анджелесе в возрасте 63 лет.
В ряде фильмов, как собственных, так и поставленных другими режиссёрами, как на телевидении, так и в кино, выступил в качестве диктора: «До появления никель—одеона: кинематограф Эдвина Портера» (1982), «Земля Божья» (1986), «Калькутта» (1968), «Призрак Индии» (1969). В иных лентах он даже появился в кадре: «Жан Ренуар» (1993), «Жизнь богемы» (1992), «Частная жизнь». Он также работал оператором и выступил продюсером нескольких собственных картин («Зази в метро», «Милашка», «Лакомб Люсьен» и пр.).

## Избранная фильмография

### Режиссёрские работы
- 1956 — В мире безмолвия / Le monde du silence (док., совм. с Жак-Ивом Кусто)
- 1958 — Лифт на эшафот / Ascenseur pour l'échafaud
- 1958 — Любовники / Les Amants
- 1960 — Зази в метро / Zazie dans le métro
- 1961 — Частная жизнь /  Vie privée
- 1963 — Блуждающий огонёк / Le Feu Follet (Франция — Италия)
- 1965 — Вива, Мария! / Viva Maria! (Франция — Италия)
- 1967 — Вор / Le Voleur (Франция — Италия)
- 1968 — Три шага в бреду / Tre Passi Nel Delirio (Франция — Италия; эпизод «Уильям Уилсон»)
- 1971 — Шум в сердце / Le souffle au cœur
- 1973 — Лакомб Люсьен / Lacombe Lucien (Франция — ФРГ — Италия)
- 1975 — Чёрная луна / Black Moon (Франция — ФРГ — Италия)
- 1977 — Прелестное дитя / Pretty Baby (США)
- 1981 — Атлантик-Сити / Atlantic City (США — Канада — Франция)
- 1981 — Мой ужин с Андре / My Dinner with Andre (США)
- 1984 — Взломщики / Crackers (США)
- 1985 — Залив Аламо / Alama Bay (США)
- 1987 — До свидания, дети / Au revoir, les enfants(Франция — ФРГ)
- 1990 — Милу в мае / Milou en Mai (Франция — Италия)
- 1992 — Ущерб / Damage (Великобритания — Франция)
- 1994 — Ваня на 42-й улице / Vanya on 42nd Street (США)

## Документальные фильмы
- 2002 — Луи Маль / Louis Malle / Louis Malle in Camera / Louis Malle — Un cinéaste français (реж. Пьер Филипп / Pierre Philippe, Пьер-Андре Бутан / Pierre-André Boutang, Дон Бойд / Don Boyd)
- 2015 — Луи Маль, бунтарь / Louis Malle, le rebelle (реж. Пьер-Анри Жибер / Pierre-Henri Gibert)